# 1960 في سويسرا
فيما يلي قوائم الأحداث التي وقعت خلال عام 1960 في سويسرا.

## رياضة
- 22 يونيو – طواف سويسرا 1960 الفائزون Kurt Gimmi [الإنجليزية]‏، ألفرد راج، René Strehler [الإنجليزية]‏.

## مواليد

### يناير
- 23 يناير – بيتر ستيغر دراج سويسري.

### مارس
- 11 نوفمبر – مارسيل كولر لاعب كرة قدم.
- 14 مارس – آنا كاتارينا ممثلة سويسرية.
- 14 مارس – مارليس بانزيغر سياسية سويسرية.
- 19 مارس – ماريا فريدمان ممثلة بريطانية.

### أبريل
- 2 أبريل – ستيفان ميديم لاعب كرة مضرب سويسري.
- 3 أبريل – إيريك تروفاز عازف بوق جاز فرنسي و ملحن.
- 7 أبريل – يوليوس تالمان دراج سويسري.
- 17 أبريل – ديديي بوركالتر
- 20 أبريل – برنارد كامنت كاتب سويسري.
- 28 أبريل – مايك غوتمان درّاج طريق سويسري.

### مايو
- 14 مايو – سيمونيتا سوماروغا سياسية سويسرية.

### يونيو
- 4 يونيو – كورين هوفمان كاتبة ألمانية.

### يوليو
- 7 أبريل – يوليوس تالمان دراج سويسري.

### أكتوبر
- 6 أكتوبر – ستيفان مورر درّاج طريق سويسري.
- 22 أكتوبر – ستيفان هوبر ممثل سويسري.

### نوفمبر
- 5 نوفمبر – آلان جيجر لاعب ومدرب كرة قدم سويسري.
- 11 نوفمبر – مارسيل كولر لاعب كرة قدم.

### ديسمبر
- 15 ديسمبر – أندريا زيمن
- 17 ديسمبر – فيليب تشيفرير

## وفيات

### يناير
- 1 يناير – ماكس هوبر (مواليد 1874)
- 1 يناير – ويلهلم فيشر (مواليد 1890) عالم نبات سويسري.

### مارس
- 15 مارس – تشارلز بي. بوريل (مواليد 1883) فارس من الولايات المتحدة الأمريكية.

### مايو
- 1 مايو – لويس دوفور (مواليد 1901) لاعب هوكي جليد سويسري.

### يونيو
- 18 يونيو – إدي برونر (مواليد 1912) عازف ساكسفون سويسري.

### أكتوبر
- 11 أكتوبر – رودولف تشودي (مواليد 1884)

### ديسمبر
- 24 ديسمبر – إدوين فيشر (مواليد 1886) موسيقي سويسري.